# فريدريك إل. أكيرمان
فريدريك إل. أكيرمان (بالإنجليزية: Frederick L. Ackerman)‏ هو مهندس معماري أمريكي، ولد في 1878، وتوفي في 1950.